# Crucianella gilanica
Crucianella gilanica är en måreväxtart som beskrevs av Carl Bernhard von Trinius. Crucianella gilanica ingår i släktet Crucianella och familjen måreväxter.

## Underarter
Arten delas in i följande underarter:
- C. g. carduchorum
- C. g. damghanensis
- C. g. demavendensis
- C. g. elbursensis
- C. g. gilanica
- C. g. glauca
- C. g. hirsuta
- C. g. kotschyi
- C. g. nezvensis
- C. g. pontica
- C. g. suleimanica
- C. g. transcaspica
- C. g. transcaucasica